# 日本学生野球協会
公益財団法人日本学生野球協会（にほんがくせいやきゅうきょうかい、英語表記：Japan Student Baseball Association）は、日本高等学校野球連盟と全日本大学野球連盟を傘下におく組織で、学生野球（大学野球及び高校野球）の監理組織である事業者団体である。主たる事務所は東京都渋谷区渋谷2丁目22番8号名取ビル9階。

## 略史
1903年に早稲田大学対慶應義塾大学のいわゆる早慶戦が始まり、1915年には全国中等学校優勝野球大会、1925年に東京六大学野球連盟がスタートすると日本国内に野球観戦のブームが訪れた。その結果、野球に対する熱狂的なファンなどが現れるとともにそうしたブームに乗って、大学生及び中等学校生の枠を超えた行為が見受けられるようになってしまった。そのため、文部省は1932年に訓令第4号、いわゆる野球統制令を発令し、学生野球を自らの統制下においた。
第二次世界大戦終結後、野球統制令の廃止に向けて、学生野球側の自主監理組織として学生野球指導委員会を発足させ、自主的に学生野球の健全な発展が行われるように指導を開始した。その指導と文部省との折衝の結果、1946年に学生野球基準要項を定めることがきまり、日本学生野球協会が発足した。発足当時の構成組織は、全国大学野球連盟、全国高校野球連盟、全国専門学校野球連盟、全国師範学校野球連盟、全国中等学校野球連盟。1947年には文部省訓令第6号によって野球統制令が廃止され、名実ともに自主管理の体制が整った。

## 沿革
- 1946年　日本学生野球指導委員会（参加団体は、全国大学野球連盟・全国高等学校野球連盟・全国専門学校野球連盟・全国師範学校野球連盟・全国中等学校野球連盟）が発足、同年中に日本学生野球協会へ改組。日本学生野球協会結成記念野球大会を主催（1964年まで毎年3月下旬に開催）
- 1947年　野球統制令廃止。学制改革に伴い、全国高等学校野球連盟と全国専門学校野球連盟と全国師範学校野球連盟がそれぞれ発展的な解消をし、新たに全国新制大学野球連盟として再編（旧制大学による全国大学野球連盟の組織はそのまま継続）。また全国中等学校野球連盟も日本高等学校野球連盟に改められた。
- 1950年　日本学生野球憲章制定。日本社会人野球協会と全日本軟式野球連盟と協力し日本アマチュア野球規則を制定。
- 1951年　全国大学野球連盟と全国新制大学野球連盟のそれぞれを発展的に解消し、新たな全国大学野球連盟として再編（第1回選手権大会と第2回大会の間に名称を現在の全日本大学野球連盟に改める）。
- 1953年　財団法人として認可
- 1955年　学生野球会館を開設（1962年閉鎖）
- 1964年　同年の大会（3月実施）をもって日本学生野球協会結成記念野球大会を終了。
- 1966年　9月に日本アマチュア野球協会から脱退。
- 1970年　明治神宮野球大会（明治神宮と共催）を開始。日本社会人野球協会との間で日本アマチュア国際委員会を結成。
- 1990年　日本野球連盟と全日本アマチュア野球連盟を結成
- 1994年　全日本野球会議に参加（2016年5月に解散）

## 運営大会
- 日本学生野球協会結成記念野球大会　1946年～1964年の18年間の間、毎年3月末～4月初旬に開催
- 明治神宮野球大会　1970年以降、明治神宮と共催で毎年11月中旬に開催

## 審査室
日本学生野球協会は日本学生野球憲章および定款を定め、加盟校や加盟連盟がこれら諸規定違反を犯した場合にその処分を審査するための審査室が設置されている。これは前述のいわゆる野球統制令を経験した苦い過去を学生野球が持っているためで、自主監理の観点から設定されているものである。
審査員は規則で室長を含め6名以上9名以内とされ、協会理事・監事・評議員が審査員を兼務することはできない。

### 審査の流れ
違反が発生した場合は以下の流れで審査が実施される。
- 日本高等学校野球連盟（以下、高野連）と全日本大学野球連盟（大学野球連盟）が違反の発生した加盟校・連盟に対して違反事実の確認を行う
  - なお、高野連や大学野球連盟が調査を実施していないと認められるときは審査室からの指示によって高野連・大学野球連盟は調査を実施しなければならない
- 高野連もしくは大学野球連盟からの調査報告書を元に日本学生野球協会審査室で違反事実の審査を行う
  - 審査室の審査には審査室規程が定められている
- 審査の結果に関しては審査室長が審査員の署名を受けた上で審査報告書にまとめ、日本学生野球協会会長へ報告する
  - この審査報告書には多数意見以外に少数意見の状況に関してもきちんと明記することが定められている
- 審査報告書に基づいて日本学生野球協会会長が処分を決定する
  - 処分内容は日本学生野球憲章第20条、第21条第1項但し書・第2項に定められた内容に限られている
- 処分を実施するときは高野連や大学野球連盟に通知するとともに審査室から直接該当加盟校・連盟にも通知する

### 問題点
審査室による審査結果が厳しくなるのは野球統制令によって、外部組織からの著しい制約を受けてしまった過去があるためで、単なる感情論で批判してしまうのは難しい部分があるのは否定できない。しかし、新しい時代に合わせて考え方も変えていくべきだという主張も一理あるのは事実である。そのため、近年では速やかな報告が加盟校・連盟から上がってくる場合には警告に留めるケースが増えている。逆に、2000年代以降は2ちゃんねるなどの掲示板を見た一般外部者から通報されるなどして、直接審査室へ上がるケースが増えている。このような事例が発生した場合には審査室は情報公開の観点から厳しい処置を執ることが多い。しかし、審査室自体が議事録を非公開としている（審査室規程第5条）ため、加盟校へ速やかな情報公開を求めるのであれば審査室自体も議事録を公開するべきではないかという意見もある。
また、憲章に違反する事項が発生して審査に入ると「高野連は出場可否の許認可権でもあるのか」という意見が登場することがある。前述の通り、審査を実施するのはあくまで協会審査室であり、出場停止などの処分を実施するのは日本学生野球協会会長である。日本高野連・全日本大学野球連盟は処分の方向性を決めて協会に上申するまでが仕事で、最終的な決定権限を持っていない。よって、こうした批判は学生野球のシステムそのものを理解していない記述であるといえる。
審査の結果処分が決まった場合、個人に対する処分であれば「A高校の部長」または「B大学の監督」など、すべて匿名で発表される。しかし、プロ経験者や大学の指導者・部員ならほぼ無条件で、高校は全国大会出場か全国選手権地方大会の準決勝以上に進んだ学校であれば過去の試合のテレビ中継映像などで、処分対象者の実名が把握されてしまう。刑事事件により警察に逮捕されての処分であれば、マスコミ各社の報道で周知となるため、いくら協会が匿名で処分対象者を保護しようとしても意味を成さない。
審査室のやり方に対し、江戸時代の五人組制度（相互監視・連帯責任）のようなことをするのは前時代的であり、自己責任に乗っ取った処分に方針を変えたほうがよいとの声が少なからずある。
なお、過去には都道府県高野連の職員が汚職のため大量に処分されたこともある。その際出された処分はほとんどが減給や戒告止まりだったため、生徒（部員）には試合禁止などの厳しい処分をするのに職員には優しいのかという批判があがった。

## 独占禁止法問題
日本学生野球協会は各学生野球団体の上部団体として性格を持つとともに、私的独占の禁止及び公正取引の確保に関する法律第2条に掲げる事業者団体としての面をもっている。それによって、学生野球憲章の存在自体が、独占禁止法上の問題を引き起こしている。

## 他の競技連盟との関わり
他の多くのスポーツ競技団体とは異なり、直接に日本オリンピック委員会や日本スポーツ協会には加盟せず、独自の理念や規範に基づいて運営している。総合的な国際競技大会等への参加についての諸問題に関しては、上位に関連別団体との合同で別組織（全日本野球会議および全日本野球協会）を設立し、そこが加盟団体となることで対処している。

## プロ野球との関係

### 試合
協会に所属する野球部は、プロ野球チーム（独立リーグも含む）、並びにプロ野球選手（OB含む）との対戦を原則として禁じられている。2006年11月4日、いずれも明治神宮野球場を主会場とする東京六大学野球連盟のオールスター選抜チームと東京ヤクルトスワローズの特別親善試合が明治神宮外苑創設80年記念として開催された。
2010年以後、3月・8月の期間限定とはなるが、大学生チームとプロの2軍との練習試合（無料のみ）の開催も解禁となった。これにより、プロの2軍、あるいは支配下登録をしていない育成選手等の事実上3軍に相当するチームとの対戦も行われるようになった。2015年6月からは、日本独立リーグ野球機構所属のリーグ（四国アイランドリーグplusおよびベースボール・チャレンジ・リーグ）についても同様の措置の対象となった。

### 指導者
2000年代以降はプロ野球選手経験者の学生野球の指導が徐々に解禁された。第一弾として、OBが教職員免許を取得した場合（即ち教授、助教授、講師などへの就任）は監督・コーチとしての直接指導、また条件付きであるがプロ選手が出身した高校・大学に限り、その学校所属の現役学生選手と合同でのトレーニング（直接指導禁止）を可能とするなどの規制変更がおこなわれた。2005年に規則が更に緩和され、プロ野球選手出身者で監督やコーチを経験し、最終退団後2年以上経過した者は大学野球部監督に就任できるようになり、竹之内雅史が羽衣国際大学監督に、福本豊が阪南大学特別コーチにそれぞれ就任した。その後の就任者には古葉竹識（東京国際大学監督）や江藤省三（慶應義塾大学監督）がいる。
さらに、2013年に学生野球資格回復制度が創設され、教員免許を持たない元プロ選手も研修会を受講することで指導資格を得ることが可能となった。この時点では元独立リーグ選手に対しては、プロ側からはアマチュア、アマチュア側からはプロとみなされて参加資格がなかったが、2015年より日本独立リーグ野球機構加盟リーグの球団所属者については参加対象に加えられた。
一度学生野球の指導者を経験した後、再度プロ野球指導者を務めた例（阿井英二郎・金森栄治など）や、プロ選手経験のない学生野球指導者がプロ野球指導者を務めた例（砂押邦信・田丸仁・田口周など）も若干みられるが、こうした経歴の人物でも、新井宏昌などプロ球団退団後に再度研修会を受講して学生野球指導者資格に復帰した実例がある。
プロ野球で選手・コーチ・監督経験のない学生野球指導経験者が、プロ野球球団（独立リーグやメジャーリーグ球団を含む）に監督・コーチなど現場で指導する立場にない球団職員（球団取締役などの経営陣やスカウトなど）で在職した後、学生野球の団体への関与（山中正竹など）や指導（山本泰など）に復帰した例もあるが、これらの場合は選手経験者と異なりアマ資格回復などのマスコミ報道が行われていないため、選手経験者より制約が薄い可能性がある。
全国高等学校定時制通信制軟式野球大会を主催する全国高等学校定時制通信制軟式野球連盟・東京六大学野球連盟所属大学の通常の野球部への参加が困難な理工系学部を中心とした学生によって組織されている東京六大学理工系野球連盟・女子による学生野球の統括団体（全日本大学女子野球連盟・全国高等学校女子硬式野球連盟）については、日本学生野球協会の傘下に入っていないため、日本学生野球憲章の適用を受けていないが、これらの組織における元プロ選手（女子については2021年に活動を休止した日本女子プロ野球機構傘下の球団への在籍経験者を含む）の扱いは明確にされていない。
関西独立リーグ (2代目)（旧・BASEBALL FIRST LEAGUE）の下部組織として高等学校・大学に組織されている野球部は当協会非所属のため、学生野球の試合に参加できない代わりに、元プロ選手による指導が行われているが、このことが原因で、社会人野球の統括団体である日本野球連盟との間で軋轢が生じ、同連盟との協定書の締結ができず、日本独立リーグ野球機構にも加盟できなかったため、学生野球との関係や退団選手の取り扱いについても、同機構加盟リーグとの格差が設けられている。

### 選手
プロ野球選手が大学野球に選手として復帰あるいは新規加入することは認められていない。これは、四国アイランドリーグplus、ベースボール・チャレンジ・リーグなどの独立リーグの選手も含まれる。

## その他
学生野球憲章の規定で、当協会加盟の選手のコマーシャル、番組出演や自営業などのいわゆる商業目的行為は厳しく規制している。このため、商業活動を前提とした日本オリンピック委員会の選手強化キャンペーンにも協力していない他、現役の高校・大学生であってもタレント・独立リーグや他競技のプロ選手・会社経営への関与など芸能・商業活動をした生徒は登録できない（例えば、茨城県立鉾田第二高等学校野球部マネージャーであった磯山さやかがタレント活動をしたことが発覚し、磯山は形式的には退部処分になった。しかし、公式戦のベンチ入りなどを行わなかっただけで、マネージャーとしての役割を剥奪されることはなかった）。また、一般視聴者としての視聴者参加番組への出演も制限される。
この「タレント」という定義には、CM出演などのいわゆる芸能活動をしていれば社会人野球の監督等も含まれる（なお、当該CMの放映が終了すれば「タレント」の定義から外れる）。この関係で、タレントなどが関与する社会人チームと協会所属の野球部チームの対戦も禁止されている。
全国高等学校定時制通信制軟式野球連盟は、参加校に憲章に抵触する可能性のある会社経営・芸能活動などの個人事業主としての商業活動を行う生徒や、20歳（定義によっては18歳）以上の成人の生徒が含まれる可能性があることや、通常の大会に出場できない、全日制には存在しない4年生も含まれることから、日本学生野球協会および日本高等学校野球連盟の傘下に入らず、独自に活動している。